# Pareremus camerani
Pareremus camerani is een rechtvleugelig insect uit de familie Gryllacrididae. De wetenschappelijke naam van deze soort is voor het eerst geldig gepubliceerd in 1893 door Griffini.